# Halictus subauratus
Halictus subauratus är en biart som först beskrevs av Rossi 1792.  Halictus subauratus ingår i släktet bandbin, och familjen vägbin. Inga underarter finns listade.

## Beskrivning
Ett litet, 7 till 8 mm långt, guldglänsande bi. Svår att skilja från andra, små, metallglänsande bandbin.

## Ekologi
Halictus subauratus lever i habitat som magra (ogödslade) gräsmarker, vallar, sluttningar samt sand- och grustag. Arten är födogeneralist och samlar pollen från korgblommiga växter, flockblommiga växter, solvändeväxter samt vindeväxter.

### Fortplantning
Den parade honan gräver ett bo i naken eller glesbevuxen mark i form av en 15 till 20 cm lång gång, från vilken det utgår larvceller. Dessa kan också konstrueras i ett större rum i änden på gången. Arten är primitivt eusocial: 4 till 5 oparade döttrar stannar kvar i boet som arbetare. Boet kan ibland parasiteras av blodbiet Sphecodes cristatus, vars larv dödar ägget eller larven i dess larvcell och lever på dess näring.

## Utbredning
Från Marocko över Mellaneuropa (med undantag för nordvästra Tyskland) till Baltikum i nordost och Kashmir i sydost.